# Konferenčna matrika
Konferenčna matrika ali matrika C (oznaka {\displaystyle C\,}) je kvadratna matrika, ki ima na glavni diagonali vrednosti 0 in zunaj diagonale pa samo vrednosti +1 in -1. 
Konferenčna matrika je simetrična, če zanjo velja 
{\displaystyle C^{T}=C\,} ali antisimetrična, če je {\displaystyle C^{T}=-C\,} .
Konferenčna matrika je tudi mnogokratnik enotske matrike tako, da je za matriko reda {\displaystyle n\,} enaka {\displaystyle C^{T}.C=(n-1)I\,},
kjer je 
- {\displaystyle I\,} enotska matrika
- {\displaystyle n\,} red matrike

## Zgled
Konferenčna matrika z razsežnostjo {\displaystyle 6\times 6\,} je:
{\displaystyle {\begin{bmatrix}0&+1&+1&+1&+1&+1\\+1&0&+1&-1&-1&+1\\+1&+1&0&+1&-1&-1\\+1&-1&+1&0&+1&-1\\+1&-1&-1&+1&0&+1\\+1&+1&-1&-1&+1&0\end{bmatrix}}}.
Vse druge matrike reda 6 se dobijo z obračanjem predznakov posameznih elementov matrike.
Ne obstoja pa simetrična konferenčna matrika reda 4 ali 22 